# Ткаченко Дмитро Олександрович
Дмитро́ Олекса́ндрович Ткаче́нко (нар. 25 травня 1999, Красногорівка, Мар'їнський район, Донецька область, Україна — пом. 29 серпня 2022, поблизу села Мирне, Миколаївський район, Миколаївська область, Україна) — український військовик, старший лейтенант Збройних сил України, учасник російсько-української війни. Кавалер орденів «За мужність» II і III ступеня (посмертно).

## Життєпис
Народився 25 травня 1999 року в місті Красногорівка Мар'їнського району на Донеччині. В дитинстві захоплювався футболом, займався грою на скрипці та гітарі.
З початком російсько-української війни в 2014 році сім'я евакуювалася на Полтавщину у місто Кременчук. У Красногорівці закінчив 9 класів, останні два роки вчився в кременчуцькій школі № 16.
Вступив до Національної академії сухопутних військ імені Петра Сагайдачного у Львові, яку закінчив у 2020 році у званні лейтенанта. Згодом долучився до 28-ї механізованої бригади Лицарів Зимового Походу, яка боронила його рідне місто. 9 місяців перебував в зоні ООС, брав участь в боях за Мар'їнку, Красногорівку і Курахове, після чого перебував у місці дислокації бригади в Одесі.
З початком повномасштабного вторгнення Росії в Україну брав участь у боях на посаді командира 9-ї роти 3-го батальйону 28-ї механізованої бригади імені Лицарів Зимового Походу поблизу Олександрівки Херсонської області та на інших оперативних напрямках. Командував взводом, у боях зумів вивести власних бійців з оточення. 28 серпня 2022 року як командир роти був направлений в наступ на Херсон.
Загинув поблизу населеного пункту Мирне на кордоні Миколаївської і Херсонської областей від артилерійського обстрілу. Похований на Алеї Героїв Свіштовського кладовища в місті Кременчук.

## Нагороди
- Відзнака командувача оперативного командування «Південь»;
- Почесний нагрудний знак Головнокомандувача Збройних сил Украіни «За досягнення у військовій службі»;
- Нагрудний знак «Козацький хрест» III ступеня;
- Ордени «За мужність» II і III ступеня (посмертно).